# 地衣類学

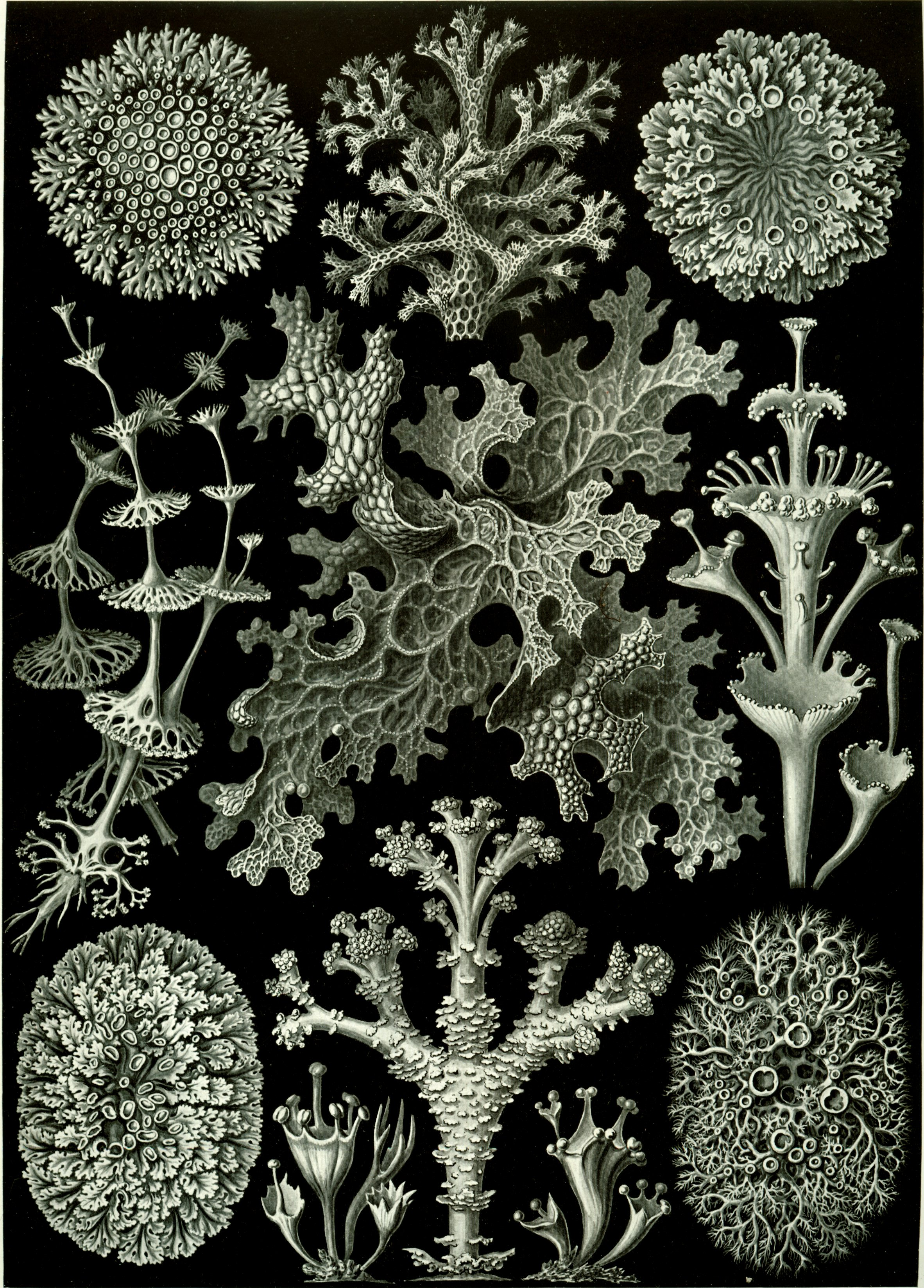
エルンスト・ヘッケルが収集した地衣類

地衣類学（ちいるいがく、英語：lichenology）は、植物学から分岐した学問領域のひとつで、微細な藻類と糸状菌の複合体である地衣類を研究対象とする、分類学、生理学、生態学などの部分の集合体である。
現在は真核生物全体を貫く系統分類学の植物の定義が非常に流動的となっていて藻類を植物とみなすべきかどうかの判断が分かれてきており、また菌類はむしろ動物に近い系統群であることが判明しているため、地衣類を植物と判断すべきかどうかは微妙な位置にあるが、歴史的経緯や組織運用の便宜上、自然史系の博物館に地衣類学のセクションがある場合には、植物部門の中に含めていることが多い。
地衣類を近代科学的な分類学の一部分として最初に研究したのは、カール・フォン・リンネの弟子であり、｢地衣類学の父｣と言われるスウェーデン人植物学者のエリク・アカリウスである。彼は以下のような著書を書いて、地衣類学を創始した。
- Lichenographiae Suecia prodromus (1798)
- Methodus lichenum (1803)
- Lichenographia universalis (1810)
- Synopsis methodica lichenum (1814)

後の代表的な地衣類学者には、アメリカ人の植物学者エドワード・タッカーマンやロシア人の進化生物学者コンスタンチン・メレスコフスキーらがいる。